# Kawkaban
Kawkaban è una città dello Yemen posizionata sulla cima del Jebel Kawkaban, a circa 2.800 metri di altitudine; nel XV secolo era la capitale della dinastia bai Sharaf al-Dīn.
Un tempo la città era famosa per la sua scuola di musica. Oggi è rinomata per la sua architettura e per le antiche cisterne, tuttora in uso.

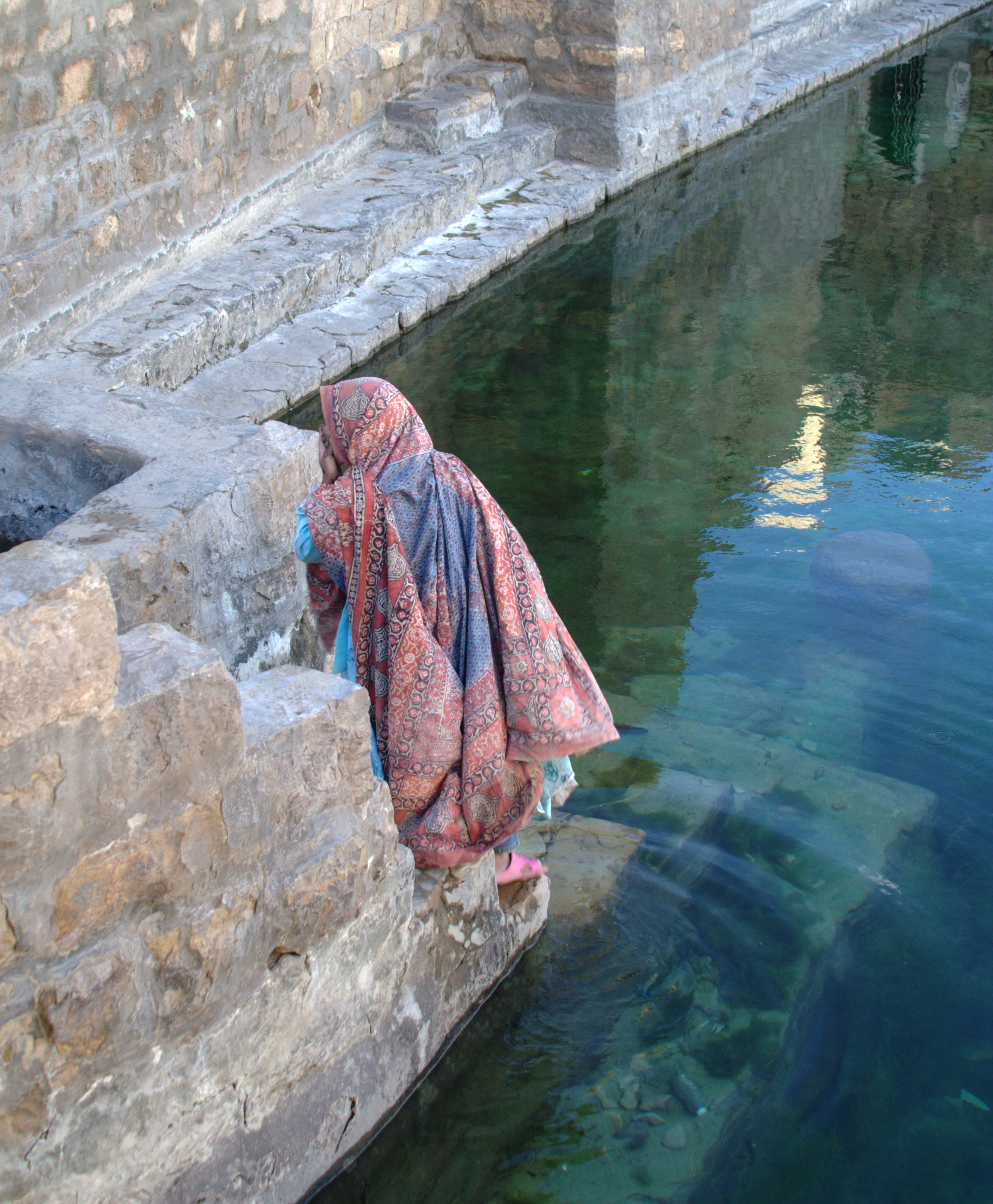
Donna che preleva acqua da una delle antiche cisterne